# Nicolae Dică
Nicolae Marius Dică (født 9 maj 1980 i Pitești) er en tidligere rumænsk angribende midtbanespiller fodboldspiller. Han er en playmaker eller sende kendt for sine skarpe afleveringer og lange bolde.
Nicolae Dică debuterede i 1999 i CS Mioveni i Rumænien. Et år senere skiftede han til FC Argeș hvor han efter 4 sæsoner skiftede til Steau Bucharest. Han nettede 34 gange i 88 kampe. I Bucharest vandt han 2 sæsoner i træk. Og var med i landets trup til EM i 2008.

## Titler
Rumænsk Liga
- 2005, 2006 med Steaua Bukarest
- 2010 med CFR Cluj

Rumænsk Pokalturnering
- 2011 med Steaua Bukarest
- 2010 med CFR Cluj